# Château d'Erdut
Le château d'Erdut est un château situé dans la ville croate d'Erdut tout près de la frontière avec la Serbie.

## Historique
Construit au XIVe siècle, il domine le Danube de 70 mètres. Les environs sont plats ce qui a conféré au château un rôle défensif majeur contre les invasions venues de l’est.

## Source
- (en) Cet article est partiellement ou en totalité issu de l’article de Wikipédia en anglais intitulé « Erdut Castle » (voir la liste des auteurs).